# Belodol, Burgas
Belodol (în bulgară Белодол) este un sat în comuna Pomorie, regiunea Burgas,  Bulgaria. 

## Demografie
Componența etnică a satului Belodol
     Bulgari (1,51%)
     Turci (97,84%)
     Nicio identificare (0,64%)
     Altele (0%)
La recensământul din 2011, populația satului Belodol era de 463 locuitori. Din punct de vedere etnic, majoritatea locuitorilor (97,84%) erau turci, cu o minoritate de bulgari (1,51%). Pentru 0,64% din locuitori nu este cunoscută apartenența etnică.